# Die schwarze Galeere
 Die schwarze Galeere  ist eine historische Erzählung von Wilhelm Raabe aus dem Jahre 1861. Die Anregung zu ihr erhielt Raabe aus Der niederländische Revolutionskrieg, einer Fortschreibung von Schillers Geschichte des Abfalls der vereinigten Niederlande, die Karl Curths 1823 verfasste.
Die Novelle spielt zur Zeit des Achtzigjährigen Krieges. Damals kämpften die Niederlande um ihre Unabhängigkeit von der spanischen Oberherrschaft. Zum Zeitpunkt der Handlung währt der Krieg bereits 32 Jahre und soll noch zehn weitere Jahre dauern.

## Inhalt
Die flandrische Hafenstadt Antwerpen, im November 1599: Die spanische Besatzung des zum Schutz der Stadt angelegten Forts Liefkenhoek vernimmt im Dunklen der Nacht eine weit entfernte Explosion auf dem Meer. Der alte Hauptmann Jeronimo orakelt vor seinen Kameraden, dass die schwarze Galeere, das berüchtigtste Kaperschiff der niederländischen Freiheitskämpfer, soeben vermutlich erneut ein spanisches Schiff versenkt habe. Den anwesenden Offizieren erzählt Jeronimo nun von seiner eigenen, wechselvollen Karriere: 14 Jahre zuvor hatte er die Nachricht vom Fall Antwerpens (1585) dem spanischen König Philipp II. nach Madrid überbracht und war dafür mit dem Rang eines Obristen und einer goldenen Ordenskette (vermutlich die Collane des Ordens vom Goldenen Vlies) ausgezeichnet worden. Sechs Jahre später verlor der so Geehrte Rang und Ehren, als die von ihm befehligte Reiterei während der Belagerung von Fort Knodsenburg in einem Hinterhalt der Niederländer aufgerieben wurde. Aus Scham legte er seinen bisherigen Namen ab (der des Hauptmanns Zuhörerschaft und auch dem Leser unbekannt bleibt), um als einfacher Söldner „Jeronimo“ in einem fremden Regiment (Terzio) anzuheuern. Dort diente er sich mühsam wieder zum Hauptmann hoch.
Am nächsten Tag bestätigt sich Hauptmann Jeronimos düstere Vorhersage: In Antwerpen macht die Nachricht von der Vernichtung eines weiteren spanischen Schiffs, der Immacolata Concezione (Unbefleckte Empfängnis), die Runde. Die schwarze Galeere, die wie ein Phantom stets bei Nacht und Nebel angreift, ist längst wieder verschwunden. Admiral Federigo Spinola (eigtl. Federico Spinola, 1571–1603), ein Genuese in spanischen Diensten, lässt die Wassergeusen von vier seiner eigenen Galeeren jagen. Nur die Galeone Andrea Doria muss im Hafen bleiben.
Das Kommando über die Andrea Doria führen Kapitän Antonio Valani und dessen Leutnant Leone della Rota. Valani ist heimlich in die Niederländerin Myga van Bergen verliebt, wagt aber keinen Annäherungsversuch. Sein Freund Leone will ihn aufmuntern und lotst ihn ins Wirtshaus, in dem zufällig auch Jan Norris sitzt, der Verlobte Mygas und zweite Steuermann der schwarzen Galeere. Während die beiden Genuesen Mygas Entführung planen, kann Jan sie belauschen. Als man ihn erkennt, flieht er zu Myga und warnt sie. Leone will den Tumult nutzen, um unter dem Vorwand einer Hausdurchsuchung Mygas Wohnung auszukundschaften. So könne man das Mädchen in der kommenden Nacht leicht auf die Andrea Doria verschleppen. Zur Überraschung der beiden Männer, die von Jans Verbindung zu Myga bisher nichts ahnten, stoßen sie bei der jungen Frau unerwartet auf den Gesuchten. Jan verwundet Valani auf den Tod, bevor man ihn festnimmt und mit Myga auf die Andrea Doria bringt. Kurz darauf gelingt Jan die Flucht. In der Nacht, in der Kapitän Valani stirbt, kehrt er mit der schwarzen Galeere zurück, um Myga zu befreien, ehe der neue Kapitän Leone sich an ihr vergreifen kann. Jan tötet Leone und kapert die Andrea Doria.
Auf ihrer Flucht feuert die Andrea Doria, mit Jan und Myga an Bord, eine Kanonensalve ab, von der ein Schuss Hauptmann Jeronimo tötet, womit an die Eröffnungsszene der Novelle angeschlossen wird.

## Fiktive Hauptpersonen der Novelle
- Jan Norris, der junge und agile Steuermann der schwarzen Galeere, gibt sich entschlossen, impulsiv und risikobereit. Er glaubt an die Sinnhaftigkeit des Krieges und an den Sieg der Niederländer.
- Die schöne junge Myga van Bergen wird als ängstlich und unselbstständig dargestellt und wünscht sich in Gefangenschaft den Tod.
- Der arrogante Leutnant Leone della Rota auf der Andrea Doria wirkt ebenfalls agil und leidenschaftlich, ist aber auch skrupellos, wie Mygas Entführung beweist.
- Antonio Valani, der genuesische Kapitän der Andrea Doria, ist ein Jugendfreund des Leutnants. Er ist in Myga verliebt, eher schüchtern und lässt sich ob seines Liebeskummers von Della Rota manipulieren.
- Der alte Hauptmann Jeronimo glaubt nicht mehr an den Sieg der Spanier und hält den seit 32 Jahren andauernden Krieg für sinnlos.

## Historische Bezüge
Die Existenz der Schwarzen Galeere von Zeeland ist historisch verbürgt. Raabe verschweigt allerdings ihren eigentlichen Namen. Vielmehr erscheint sie bei ihm als namenloses Schiff, das allein wegen seines schwarzen Anstrichs (und seines plötzlichen, gespenstischen Auftauchens) Bekanntheit erlangt. Die Schwarze Galeere von Zeeland kam während der für die Niederländer siegreichen Seeschlacht von Sluis (1603) zum Einsatz. Dabei fielen ihr Kapitän, Jacob Michelzoon (den Raabe nicht erwähnt), ebenso wie der (von Raabe genannte) spanische Admiral Federico Spinola. Wie von Raabe erläutert, wurde Spinola 1599 von Philipp III. beauftragt, mit sechs Galeeren die spanische Flotte in den Niederlanden zu verstärken.
Stattgefunden hat auch jene Episode, in der 1591 die spanische Kavallerie während der Belagerung von Fort Knodsenburg (auch: Schlacht von Betuwe) in einem Hinterhalt aufgerieben wurde. Der Befehlshaber der Reiterei war zugleich der Hauptmann der Leibwache des Herzogs von Parma, Alessandro Farnese. Der Kavalleriekommandeur geriet mitsamt der Truppenfahne, einem Christusbanner, in die Hände der Niederländer. Raabe schildert auch dieses Ereignis quellengetreu, unterschlägt jedoch den Namen des Reiteroffiziers, des lombardischen Söldnerführers Pietro Francesco Nicelli (in spanischen Quellen: Pedro Francisco Nice(l)li). Dessen Rolle schreibt Raabe der fiktiven Gestalt „Jeronimos“ zu. Während in der Novelle Letzterer in Ungnade fällt, scheint in der Realität Nicelli für die Niederlage nicht zur Verantwortung gezogen worden zu sein.

## Sprachstil
Der Schiffsname Andrea Doria wird in der Novelle konsequent und richtigerweise entsprechend dem italienischen männlichen Vornamen Andrea des Namenspatrons mit einem männlichen bestimmten Artikel („der“/„dem“/„den“ usw.) versehen. Die Schreibweise mit einem weiblichen Artikel („die“/„der“ usw.) wäre grammatikalisch nicht korrekt.

## Kritik
Leo Krell schreibt in der von ihm herausgegebenen Literaturgeschichte über den Dichter und die Erzählung:
... Sie (die Novelle) legt zwar alle von der Freude ihres Verfassers am Erzählen beredtes Zeugnis ab, aber von einem ausgebildeten eigenen Stil oder einer festgeprägten eigenen Weltanschauung zeigt sie erst die Ansätze. Das Buntstoffliche ist noch die Hauptsache ... Die schwarze Galeere ist die stimmungsvolle Geschichte, wie die Niederländer sich der übermächtigen Spanier erwehren, dargetan am Erlebnis des wackeren Jan und der schönen Myga.

## Filmadaptionen
- Die schwarze Galeere (DDR 1962, Regie: Martin Hellberg).